# Dolophilodes urceolus
Dolophilodes urceolus är en nattsländeart som först beskrevs av Barnard 1934.  Dolophilodes urceolus ingår i släktet Dolophilodes och familjen stengömmenattsländor. Inga underarter finns listade i Catalogue of Life.